# Čair (Niš)

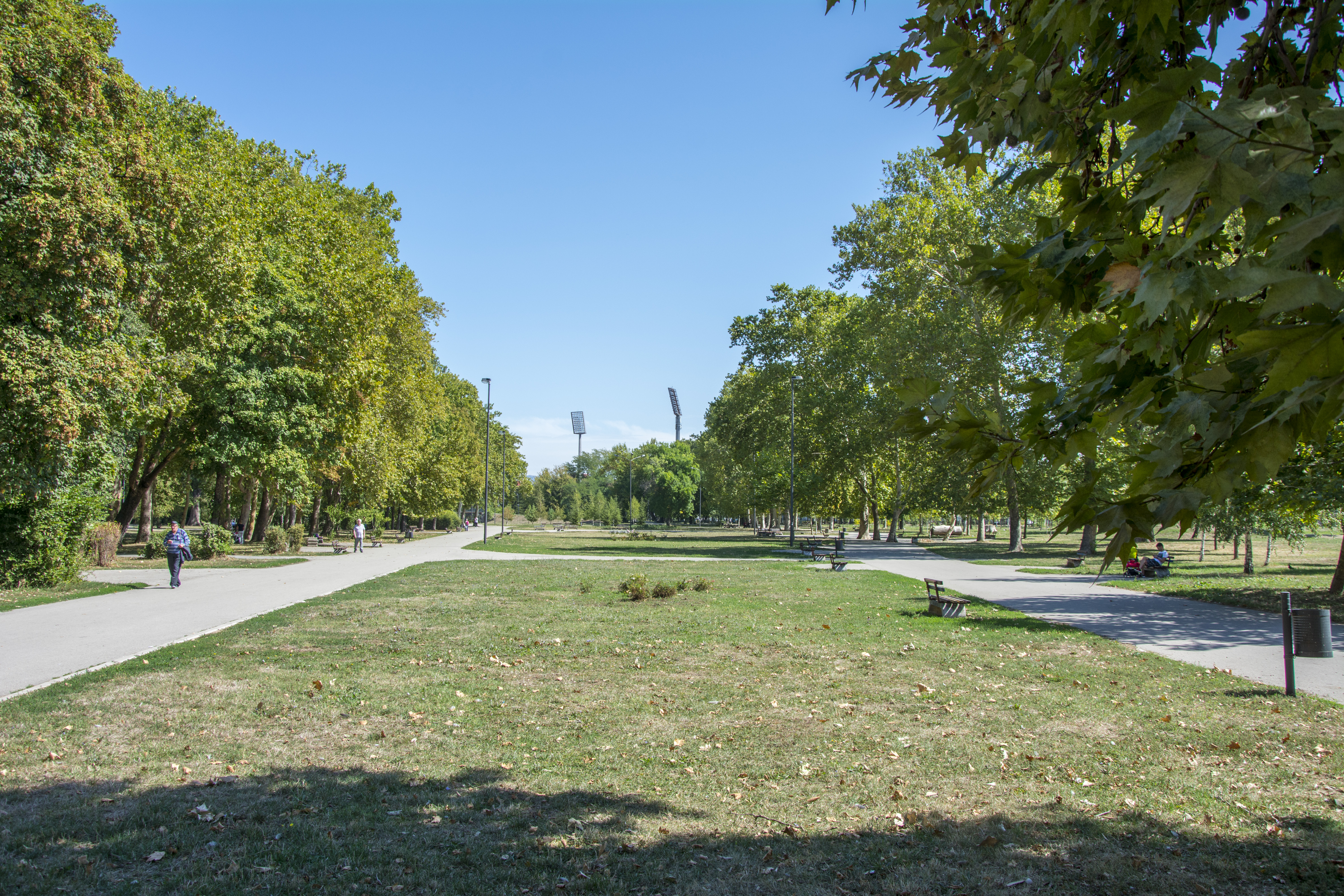
Park se stadionem v dálce.

Čair (v srbské cyrilici Чаир) je místní část srbského města Niš.
Nachází se v jihovýchodní části města, z jižní strany ji ohraničuje železniční trať Niš–Dimitrovgrad, ze severní třída Bulevar Zorana Đinđića, ze západní lokalita Marger a z východu areál Klinického centra Niš. Známá je především díky rozsáhlému parku (o rozloze 16,4 ha) a sportovnímu centru se stadionem týmu FK Radnički Niš. Nachází se zde také Dětské kulturní centrum Niš.
Název lokality pochází z tureckého jazyka kde označuje louku.